# Rue de l'Atlas
La rue de l'Atlas est une voie du 19e arrondissement de Paris, en France.

## Situation et accès
La rue de l'Atlas est une voie publique située dans le 19e arrondissement de Paris. Elle débute au 1, rue Rébeval, au niveau de son débouché sur le boulevard de la Villette. Elle se termine 290 m plus au nord au 67, avenue Simon-Bolivar.

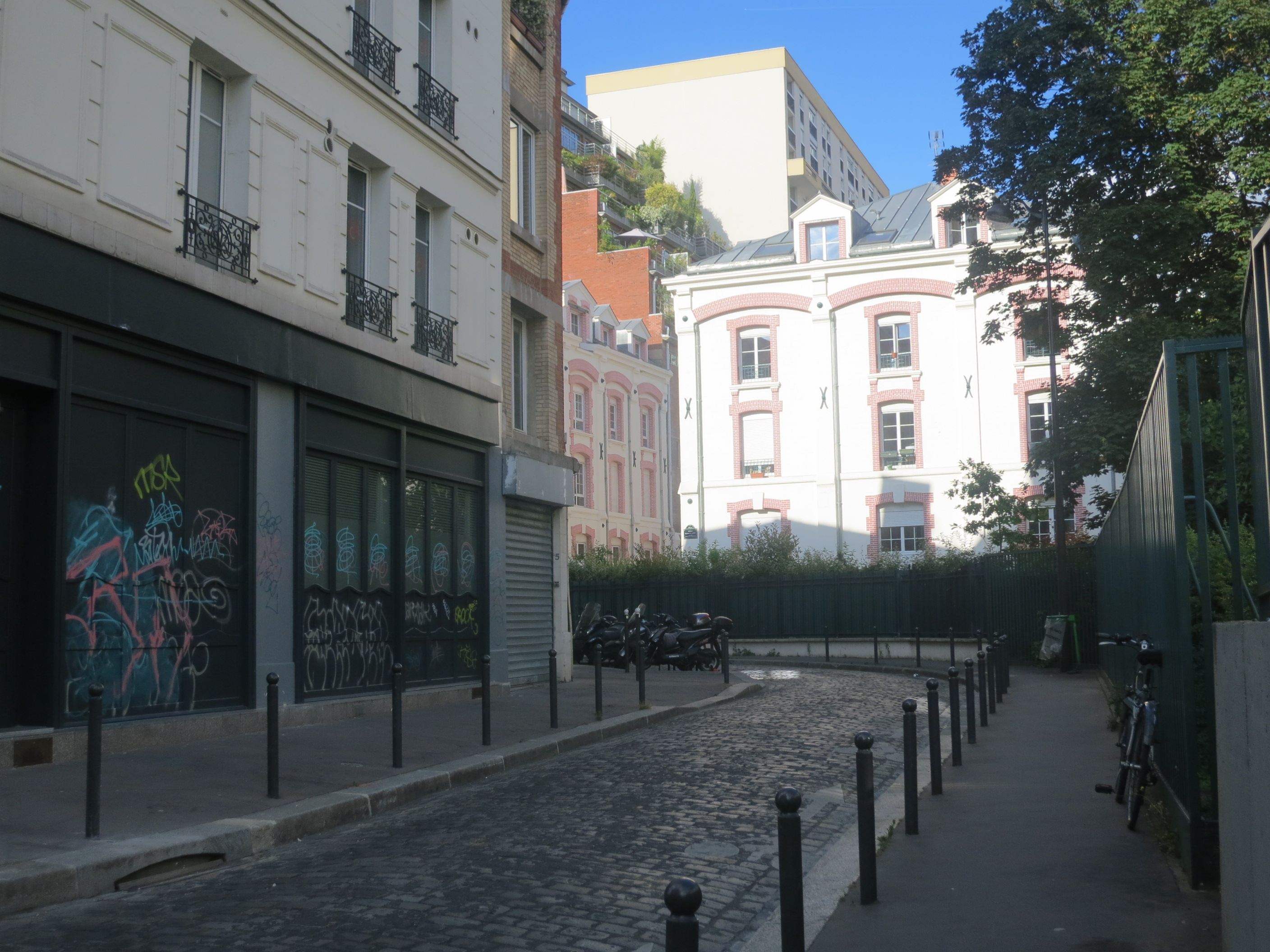
Passage de l'Atlas.

L'allée Pernette-du-Guillet débute entre les nos 4 et 6.
Le passage de l'Atlas s'ouvre entre les nos 10 et 12, vers le milieu de la rue. Il s'agit d'une voie en forme de « U » qui revient sur la rue de l'Atlas entre les nos 14 et 16.

## Origine du nom
La voie porte le nom de l'Atlas, massif montagneux d'Afrique du Nord.

## Historique

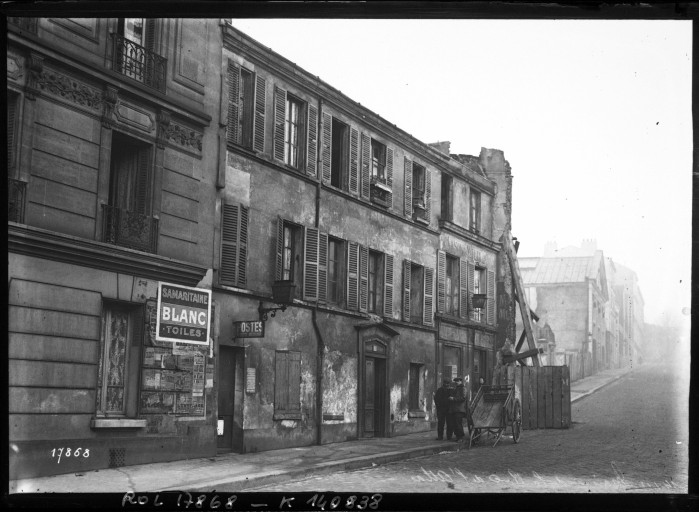
Vue de la rue de l'Atlas en 1912 (photo agence Rol).

La voie apparaît sous la forme d'un chemin sur le plan d'Albert Jouvin de Rochefort, en 1672. Lors de la création des communes en 1789, elle est située sur le territoire de la commune de Belleville. 
Elle est classée dans la voirie parisienne par un décret du 23 mai 1863 puis prend sa dénomination actuelle par un décret du 1er février 1877.
Le 30 mars 1918, durant la première Guerre mondiale, un obus lancé par la Grosse Bertha explose au no 8 rue de l'Atlas.

## Bâtiments remarquables et lieux de mémoire
Georges Perec est né au no 6 (et non au 19 comme il l'a écrit), le 7 mars 1936, dans une maternité de deux étages, nommée villa Annette, premier prénom de la fille du propriétaire (née Annette Sarah Uzelson, 1932-2021), construite par Iancu ou Jancu dit Jean Curtz (1891-1943), architecte des Beaux-Arts de Paris, en retrait par rapport à l'alignement en 1932, un jardin avec grille sur l'alignement comblant la différence, et détruite en 1970 pour la construction de 2 700 logements de l'ensemble Atlas-Rébeval.